# La Croisée des chemins (film, 1976)
Pour les articles homonymes, voir La Croisée des chemins.
Pour plus de détails, voir Fiche technique et Distribution.
La Croisée des chemins est un film français réalisé par Jean-Claude Brisseau et sorti en 1976.
C'est le premier long métrage du réalisateur, tourné en Super 8. Il a été restauré en 2K par la cinémathèque française. Présenté dans un festival amateur, le film est remarqué par Éric Rohmer.

## Synopsis
Portrait d'une jeune fille, lycéenne, « aspirée à la fois par la révolte, le désir et la mort ».

## Fiche technique
- Réalisation : Jean-Claude Brisseau
- Scénario : Jean-Claude Brisseau
- Producteur : Jean-Claude Brisseau
- Photographie : Jean-Claude Brisseau
- Type : Super 8 couleur[1]
- Durée : 80 minutes
- Date de sortie: 23 juin 1976

## Distribution
- Laurence Boisloret
- María Luisa García
- Lucien Plazanet
- Bernard van Hoorn
- Josée van Hoorn
- Guy Boisloret

## DVD
- France :
- En février 2020, le film parait finalement en DVD  aux éditions de l'œil.